# Médaille John-Hobbs
La médaille John-Hobbs (en anglais John Hobbs Medal) est un prix annuel attribué depuis 1995 par la Royal Australasian Ornithologists Union à un amateur d’ornithologie. Le nom de cette récompense est un hommage à John Hobbs (1920-1990).

## Récipiendaires
- 1995 - Selwyn George (Bill) Lane
- 1996 - Durno Murray
- 1997 - Stephen Marchant
- 1998 - Alan Leishman
- 1999 - John Courtney
- 2000 - Clive Minton
- 2001 - Pauline Reilly
- 2002 - (pas de prix)
- 2003 - Brian Coates
- 2004 - Graeme Chapman
- 2005 - Graham Pizzey